# ブーホードレ
ボーホードレ (Buhoodle, Bohotle, Bohotleh,ソマリ語: Buuhoodle, アラビア語: بووهودل)はソマリア（ソマリランド）とエチオピアの国境の町。ソマリランドとプントランドが領有権を主張している。実際にはどちらへの依存度も低く、住民による自治が行われている。主な住民はダロッド氏族のデュルバハンテ支族。
ソマリアおよびソマリランドの行政区分ではトゲアー州の位置付けであるが、プントランドはボーホードレ周辺をアイン（AYN）と呼んで独立州の扱いをしている。

## 概要
ボーホードレはエチオピアとの国境の町であり、ボサソ、ガローウェ、ラス・アノド、ガルカイヨ、ワルデル、ブラオなどの町がエチオピアと交易する場合の中継点として利用される。ボーホードレは畜産業も盛んである。2008年には新しい病院が作られ、2010年には水道網が整備された。携帯電話、固定電話、インターネットサービスなども利用できる。
ボーホードレとその周辺は、プントランド・ソマリランド紛争の中心地のひとつ。ただしボーホードレ市内ではプントランド、ソマリランドの政治的・軍事的影響力は小さく、地元長老主体の自治が行われている。
ボーホードレ地区の住民は、2005年の調査では38,428人、2019年の調査では98,773人。主な住民はデュルバハンテ。

## 歴史

### 近世
1899年、サイイド・ムハンマドがイギリスに反乱を起こし、同調者が増えてタレーを拠点に勢力を拡大した。ボーホードレ渓谷に住んでいたデュルバハンテ族はイギリスと同盟を結んでいたためサイイド・ムハンマドの軍に攻撃され、ブラオ、ベルベラ、ハウドなど、イサック氏族の居住区に避難した。イギリス植民地総督のホーレス・バイアットは「800名のデュルバハンテ族がベルベラに到着した。デュルバハンテ族はイサック氏族、とりわけハバル・ユニス支族と敵対していたこと、ベルベラには地元兵300と王立アフリカ小銃隊200しかいないことから、デュルバハンテ族はサイイド・ムハンマドとハバル・ユニスの双方から襲われる可能性がある」と報告した。
当時イギリス軍の士官だったヘイスティングス・イスメイは「（サイイド・ムハンマド軍の）アリ・ゲーリが1911年11月にボーホードレ襲撃に成功し、翌年2月にもデュルバハンテ族はエルダブで敗れて全ての資産を失って飢餓状態でベルベラに逃亡した。ボーホードレ周辺のデュルバハンテ族も略奪された上で追い出され、ボーホードレはサイイド・ムハンマド軍の手に落ちた」と書き残している。一方、イギリス植民地管理官であるダグラス・ジェームス・ジャーディンは「故郷を身一つで追われたデュルバハンテ族は、さながらイシャクのイシュマエル人のようだ」と語っている。
1912年12月の英国議会では、植民地大臣から「デュルバハンテ族の一部がサイイド・ムハンマドに加わった」との報告があった。
サイイド・ムハンマド軍は1920年から始まったイギリス軍の空爆により滅びた。
1935年10月から1936年2月の間に、第二次エチオピア戦争で難民が発生したためにマラリアが流行し、ヌガールとボーホードレ周辺で5000人が死んだと報告されている。1935年10月、ニューヨークタイムスは「グラツィアーニ将軍が大軍を率いてボーホードレ付近を移動しているという情報は誤りである」と報じている。
ソマリアは1960年に独立した。

### ソマリア内戦
ボーホードレは、ガルカイヨ、ガローウェ、ボサソ、ラス・アノドを商業的に結ぶ要所であり、ソマリア内戦の影響を大きく受けた。
ソマリア内戦直後の1991年5月、ブラオでソマリ国民運動がソマリランドの独立を宣言したとき、デュルバハンテ族も参加した。しかしソマリランドはしばらく内乱状態となり、1998年に東のプントランドが独立したので、デュルバハンテ族はソマリランド、プントランドの双方に代表者を送った。
2000年8月、エチオピア兵士がボーホードレ地区で住民の武装解除を試みたところ、銃撃戦になってエチオピア兵士が死亡した。
2004年10月、プントランド軍とソマリランド軍が初めて本格的に戦闘を行った。
2007年9月、デュルバハンテ氏族のマハムド・ガラド支族とファラ・ガラド支族の対立があり、プントランド副大統領はマハムド・ガラド支族に肩入れしていた。デュルバハンテ氏族でプントランド内務長官のアフメド・アブディ・ハブサデは、ボーホードレを訪問してファラ・ガラド支族に肩入れし、ボーホードレの行政を握った。これを懸念したプントランド大統領はハブサデの長官職を解任。ハブサデはプントランドを見限って、ソマリランド政府への忠誠を表明した。10月、ソマリランド軍がボーホードレ北東にあるデュルバハンテ氏族の町ラス・アノドを占拠した。
2007年11月、スール地域でのソマリランド軍への対策を話し合うため、ジャマ・ガラド・アリら地元長老がボーホードレに集まった。
2008年1月の報告によると、ラス・アノドからの難民がボーホードレに殺到して元々少なかった水源がさらに圧迫されると報じられている。
2008年3月22日、ソマリランド政府は、ボーホードレ、Widh-widh、Qorulugadの3市を、元のトゲーア地域から新たに独立させ、合わせてボーホードレ地区とすると発表した。（ただし、実際には現在までトゲーア地域の一部である。）
2010年5月、ボーホードレにエチオピア軍が侵入し、地元と激しい戦闘があった。被害はエチオピア兵4名、ソマリア人10名。同日、その近くのウィドウィドの町の戦闘でソマリア民兵15人が死亡（2010年アイン抗争）。
2010年6月にソマリランドの大統領選挙があったが、ボーホードレとスールでは投票が行われなかった。

### チャツモ国
2012年1月、ボーホードレで戦闘が発生した。状況は錯綜しており、地元メディアからの報告ではソマリランド軍とアル・シャバブで激しい戦闘があったとしており、ソマリランド政府の発表ではソマリランド軍が町の支配権を確立したとしており、地元行政委員はソマリランド軍が民間人を殺したが地元民兵が撤退させたと発表した。2月初めにも夜明け前にボーホードレのソマリランド軍基地が攻撃された。このため2月、ソマリランド軍司令官のモハメド・ハッサン・アブドゥラヒが解任された。4月にはさらに激しい戦闘が起こっており、BBCは2012年1月にできたばかりのチャツモ国（国際的にはもちろんソマリランドやプントランドも承認していない）とソマリランドとの戦闘であると伝えている。これらの戦闘の後、ソマリランドの影響力は大きく失われた。
ソマリランド政府は2013年に大統領の名で「ボーホードレ周辺での紛争は終結し、地元民兵との和平が成立し、地元民兵リーダーを政府閣僚に招いた」と発表している。この際にボーホードレ地方の軍閥の長の一人、スレイマン・ハグロトシエがソマリランド政府に参加し、保険長官に任命されている。12月にはソマリランドの副内務長官がボーホードレを訪問した。
2014年6月、プントランド政府は世界環境の日の行事の一環として、プントランド国内7か所の緑化プログラムを発表し、その一つにボーホードレも選ばれている。
2015年2月、ボーホードレ近郊で、チャツモ国を支持する民兵とソマリランド軍の戦闘が発生した。
2015年3月、エチオピア軍が犯罪容疑者の逮捕のために無断でボーホードレに侵入し、1人が負傷した。
2016年1月、ソマリランド軍がボーホードレ付近でたびたびの軍事演習をすることに対して住民が抗議。
2016年4月、チャツモ国から離脱した軍閥がボーホードレを占拠したと報じられた。ただしチャツモ国の大統領はこれを否定。
2016年7月、ボーホードレでエチオピア人の将校と国境警備隊員の合わせて2名が殺害され、地元民兵またはアル・シャバブの犯行とみられている。
2017年2月、自称国家「チャツモ国」の大統領アリ・カリフ・ガライドがボーホードレからジブチに飛行機で向かおうとしたところ、地元民兵に阻止された。BBCは、ガライドがチャツモの扱いについて予定されていたソマリランドと会談を阻止するためだったと報道している。アリ・カリフは陸路でブラオ、ハルゲイサ経由でジブチに向かった。
2017年8月、BBCは、ボーホードレで頻発していた数十の戦闘が終結し、地元スルターン、長老、モガディシュの指導者の合意が成立したと報じた。

### チャツモ国の消滅とその後
2017年10月、チャツモ国の大統領アリ・カリフがソマリランドとの合意を発表し、チャツモ国は事実上消滅。ただしブーホードル市長はこの合意に不満を表明。
2018年5月末、ボーホードレ出身でプントランド副大統領のアブディハキム・アブデュラヒがボーホードレを訪問し、住民に戦闘車両4台を提供。それと入れ替わるように6月4日、ボーホードレ出身でソマリランド公共事業長官のアブディラシッド・ハジ・ドュアレがボーホードレを訪問。ボーホードレの住民は、双方を歓迎。
2018年9月、ボーホードレでの入国管理業務を再開。
2019年12月3日、ソマリランド軍がボーホードレで示威行動を行い、反ソマリランド勢力を排除すると表明している。
2020年5月、ソマリア連邦政府の水産海洋資源長官がボーホードレを視察し、COVID-19用の医療品などを支援した。これに対してソマリランド政府はソマリランドへの不法侵入だとして非難。プントランド政府も、無用な争いの原因になるとして非難した。

## 事件
2017年4月、ボーホードレでコレラが発生し、11人が死亡。
2018年8月、ボーホードレで自動車への自爆攻撃があり、シルマルケ元首相の側近ら2名が死亡、他4名が負傷した。
2020年11月、大手商社と地元小売業者の間で対立が起こっていると報じられている。
2021年1月、ボーホードレ地区で警備員が武装した男たちに殺害される事件があった。動機や詳しい状況は不明。

## 教育
ボーホードレ地区には12の小学校、2つの中等学校がある。
2012年4月、東アフリカ大学がボーホードレにキャンパスを開いた。
2017年9月、ボーホードレに、教育を受けられなかった大人向けの学校が作られた。
2020年8月19日のソマリランドサンの報告によれば、ボーホードレの大学は東アフリカ大学1つのみである。生徒数は400。情報や看護などが教えられており、トルコ国際協力事業団が教材を提供している。

## スポーツ
2020年10月21日、ボーホードレにサッカーチームが設立された。

## 名所
サクマデーカ - サイイド・ムハンマドの生誕記念碑。ただしこの地で生まれたという確かな証拠はない。

## 著名な人物
- サイイド・ムハンマド・アブドゥラー・ハッサン – 20世紀初頭にソマリアで大規模な反イギリス運動を起こした。1856年ボーホードレ生まれとの説がある。
- イスマイル・イルミ（英語版） - ソマリアの詩人でサイイド・ムハンマド軍の将軍。
- アリ・デュー（英語版） - ソマリアの詩人。
- フデイディ（英語版） - 1928年生まれの音楽家。イギリスに来るまで長い間、ボーホードレで過ごした[55]。
- サード・アリ・ワルサメ – 1950年ボーホードレ生まれ。歌手で元ソマリア連邦議員。
- アブディハキム・アブドュラヒ・ハジ・オマル（英語版） – 1965年ボーホードレ生まれ。プントランドの元副大統領。
- サレバン・イッセ・アフメド・ハグラトシエ（英語版） - 1968年ブフドレ生まれ。元SSC軍閥のリーダーで、ソマリランドの厚生長官。
- モハメド・スレイマン（英語版） - 1969年ボーホードレ生まれでカタールに帰化した中距離走者。